# Мельников, Василий Андреевич
Василий Андреевич Мельников  (ок. 1780 — дек. 1840) — русский контр-адмирал, георгиевский кавалер.

## Биография
1 октября 1796 года зачислен в Черноморский морской корпус, который окончил 17 июля 1798 года с производством в гардемарины. В 1798—1799 годах на корабле «Св. Михаил» перешел из Севастополя в Средиземное море и участвовал в осаде и взятии Корфу, а на корабле «Симеон и Анна» участвовал в блокаде Анконы и Генуи. 9 мая 1801 года произведен в чин мичмана. В 1801—1804 годах на корабле «Варахаил» крейсировал в Черном море. На бриге «Диана» в 1804 году перешел из Севастополя на Корфу и обратно и в 1806 году занимал брандвахтенный пост на севастопольском рейде. В 1808—1809 годах на бриге «Алексей» крейсировал у крымских и румелийских берегов и участвовал при блокаде Суджук-Кале. 8 января 1809 года произведен в чин лейтенанта. В 1810—1812 годах на фрегате «Крепкий», корабле «Полтава» и корвете «Шагин-Гирей» крейсировал в Черном море. В 1815 году на транспорте «Дунай» плавал между Глубокой пристанью и Севастополем. В 1816—1819 года командовал брандвахтенной лодкой у Феодосии. 14 февраля 1819 года произведен в чин капитан-лейтенанта с переводом в Балтийский флот.
16 декабря 1821 года «за беспорочную выслугу 18-ти шестимесячных морских кампаний» награжден орденом Св. Георгия IV степени. В 1823—1828 годах состоял при Астраханском порте. 6 декабря 1827 года произведен в чин капитана 2-го ранга с переводом на Балтийский флот. Командуя 84-пуш. кораблем «Великий князь Михаил», крейсировал в 1828 году в Финском заливе. Командуя 84-пуш. кораблем «Красное», совершил переход в 1830 году из Архангельска в Кронштадт. 25 июня 1831 года произведен в чин капитана 1-го ранга с переводом в Черноморский флот. В 1831—1838 годах командовал 32-м флотским экипажем в Николаеве. В 1834—1838 годах исправлял должность коменданта города Николаева. В 1836 году «за 35-летнюю беспорочную службу от вступления в обер-офицерский чин» награжден орденом Св. Владимира IV степени.
3 апреля 1838 года произведен в чин контр-адмирала с назначением командиром 2-й бригады 5-й флотской дивизии. В 1839—1840 годах командовал 2-й бригадой 4-й флотской дивизии. 1 января 1841 года исключен из списков умершим.

## Семья
Брат - Лука Андреевич Мельников (? — 1833) — русский морской офицер, капитан 1-го ранга, участник Архипелагских экспедиций и русско-турецкой войны 1828—1829 годов.